# Wilhelm z Tyru
Wilhelm z Tyru (ur. ok. 1130, zm. 1183–1186) – arcybiskup Tyru od 1175 roku, kronikarz średniowieczny, autor dzieła, w którym opisywał dzieje I krucjaty oraz Królestwa Jerozolimy do roku 1184.

## Życiorys
Urodzony w Palestynie. Wszechstronnie wykształcony, znał łacinę, grekę, francuski, arabski, hebrajski. Kształcił się początkowo na Bliskim Wschodzie, później także we Francji. Po powrocie, około 1160 roku został archidiakonem Tyru.
W 1168 roku został wysłany przez Amalryka I, króla jerozolimskiego, do Konstantynopola, aby prowadzić negocjacje z cesarzem Manuelem I Komnenem. W 1170 roku został wychowawcą królewskiego syna – Baldwina IV Trędowatego. Jako pierwszy też dostrzegł objawy straszliwej choroby, która dotknęła chłopca.
W latach 1170–1174 był kanclerzem Królestwa Jerozolimskiego. W 1175 roku został arcybiskupem Tyru. W 1179 roku udał się do Rzymu na Sobór laterański III. W drodze powrotnej zatrzymał się w Konstantynopolu, gdzie spędził siedem miesięcy, będąc świadkiem m.in. ślubu Marii Komneny, córki cesarza, i Rajnera z Montferratu.
W kwietniu 1181 roku został obłożony ekskomuniką przez Herakliusza, patriarchę jerozolimskiego. Początkowo próbował zdobyć uchylenie tej decyzji; gdy to nie przyniosło skutku, w 1182 lub 1183 roku udał się do Rzymu, aby przedstawić swoją sytuację papieżowi. Zmarł w Rzymie, prawdopodobnie otruty na polecenie patriarchy Herakliusza.
Wilhelm uchodzi za jednego z najwybitniejszych historyków średniowiecza. Jak pisze Steven Runciman: Lektura jego dzieła pozostawia wrażenie, że był to człowiek mądry, prawy i sympatyczny.

## Dzieła Wilhelma
- Dzieje spraw zamorskich – Historia rerum in partibus transmarinis gestarum – opisujące okres od 1095 do 1184 roku, w tym głównie dzieje pierwszej wyprawy krzyżowej i Królestwa Jerozolimskiego,
- Historia książąt wschodu – zaginione dzieło traktujące o władcach arabskich